# یتیم

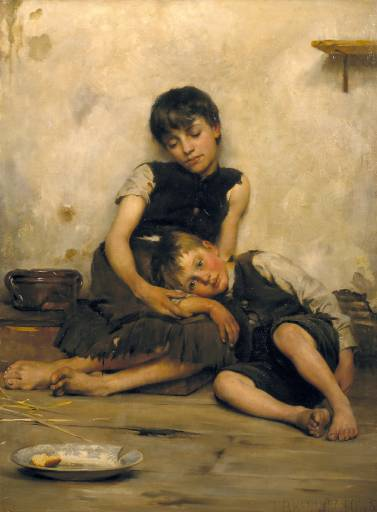
یتیم‌ها اثر توماس کنینگتون

یتیم به کودکانی که پدر یا مادر خود را از دست داده‌اند گفته می‌شود. به‌طور معمول لفظ یتیم در مورد کودکان به کار می‌رود. ولی در بعضی موارد به افراد بزرگسال نیز یتیم گفته می‌شود. در گویش‌های محلی ایران از کلمات متفاوتی برای این مفهوم استفاده می‌شود. در گویش لکی و لری واژه‌های یتیم و غوره کاربرد رایج دارند. در این گویش‌ها یتیم به کسی گفته می‌شود که پدرش فوت کرده و غوره اصطلاح از مادر مرده و کنایه از آدم بی اصل و نسب است. یتیم در اسلام شامل احکام خاصی دارد، از جمله اینکه محجور است و نمی‌تواند در اموال و حقوق مالی و امور غیرمالی (مانند حق قصاص و طلاق) تصرف کند.

## در ادیان مختلف

### اسلام
در قرآن در هجده مورد به محبت به یتیم و حفظ اموال او و تربیت یتیم سفارش شده است.

## نگارخانه

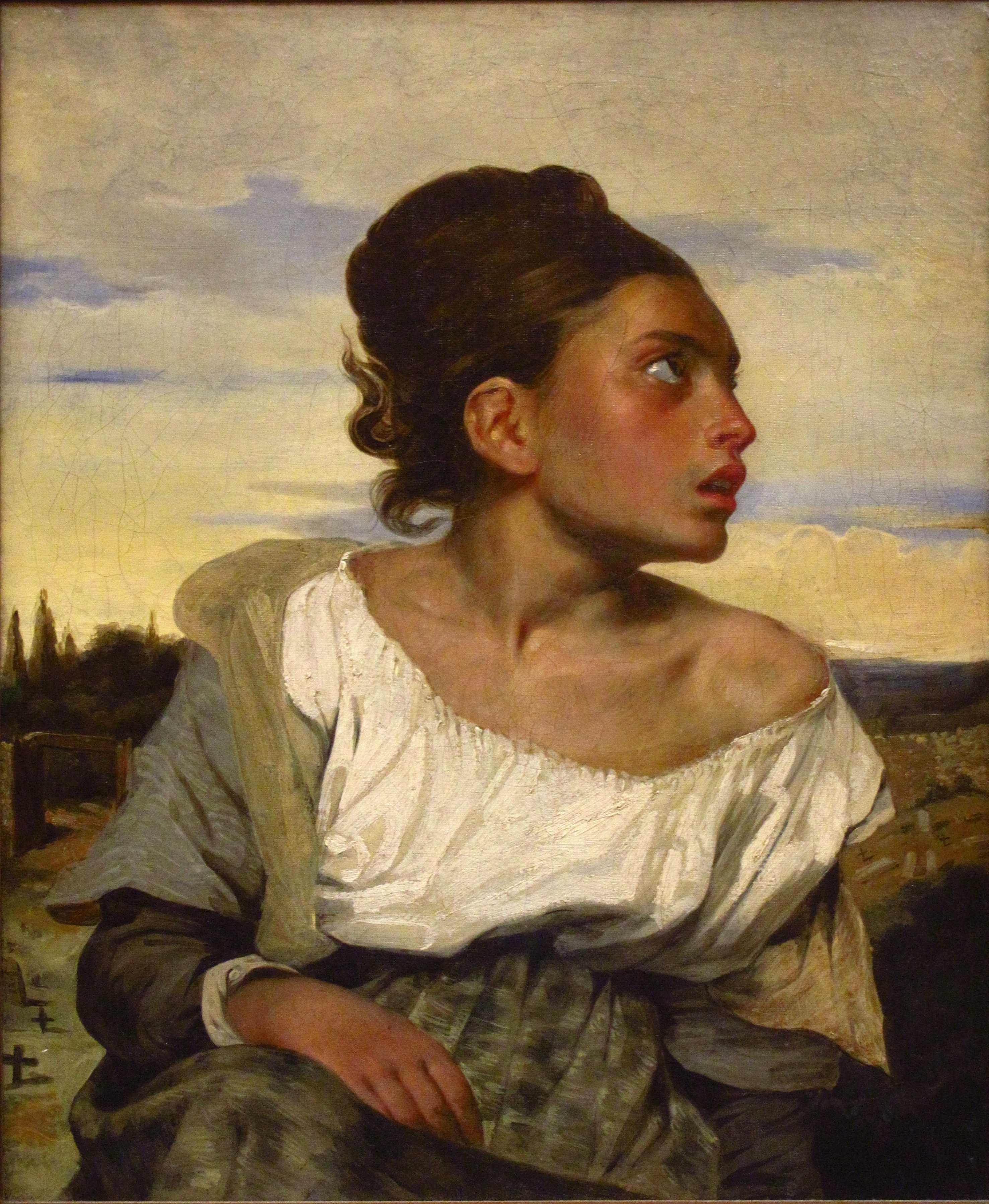
دختر یتیم در گورستان اثر اوژن دولاکروا